# 1965 في البرازيل
فيما يلي قوائم الأحداث التي وقعت خلال عام 1965 في البرازيل.

## رياضة
- 1 يناير – الدوري البرازيلي الدرجة الأولى 1965 الفائز نادي سانتوس.
- 1 يناير – بطولة أمريكا الجنوبية لألعاب القوى 1965
- 1 يناير – بطولة باوليستا 1965 الفائز نادي سانتوس.
- 1 يناير – بطولة كاريوكا 1965 الفائز نادي فلامنغو.

## مواليد

### يناير
- 1 يناير – إلين ديفيدسون ممرضة برازيلية.
- 3 يناير – ريكاردو برادو
- 10 يناير – زيتتي لاعب كرة قدم برازيلي.
- 23 يناير – ريكاردو بينتو
- 24 يناير – كارلوس سالدانا مخرج ومنتج برازيلي.
- 25 يناير – مارسيلو أنتوني

### فبراير
- 6 فبراير – روبرتو نيفيس فيلهو
- 21 فبراير – ايفواير لاعب كرة قدم برازيلي.
- 22 فبراير – إليك ستيفنز

### مارس
- 8 مارس – كايو جونيور لاعب كرة قدم برازيلي.
- 16 مارس – كريستيانا ريالي ممثلة برازيلية.
- 19 مارس – أليكساندر فيدال بورتو كاتب برازيلي.
- 20 مارس – لويزا ماتشادو لاعبة كرة طائرة برازيلية.
- 23 مارس – أنطونيو بينديتو دا سيلفا لاعب كرة قدم برازيلي.
- 25 يناير – مارسيلو أنتوني
- 26 سبتمبر – مارسيلو فيريرا رُبّان برازيلي.

### أبريل
- 20 أبريل – برناردو فيرنانديز دا سيلفا لاعب كرة قدم برازيلي.
- 25 أبريل – ميلتون ميندز لاعب كرة قدم برازيلي.

### مايو
- 9 مايو – غيلبرتو بيريرا لاعب كرة قدم برازيلي.
- 15 مايو – راي لاعب كرة قدم برازيلي.

### يونيو
- 3 يونيو – بيتي جوفمان ممثلة برازيلية.
- 10 يونيو – روجيريو زيمارمان مدرب كرة قدم برازيلي.
- 19 يونيو – رونالدو رودريغيز لاعب كرة قدم برازيلي.

### يوليو
- 10 يوليو – ريكاردو روتشا
- 11 يوليو – فاغنر روتشا
- 13 يوليو – ماري ريبيرو
- 18 يوليو – فالدوني فريري لاعب كرة قدم برازيلي.
- 29 يوليو – بيتو ريشا سياسي برازيلي.

### أغسطس
- 4 أغسطس – روبرتو روتشا سياسي برازيلي.
- 10 أغسطس – أنجلو كارلوس برات لاعب كرة قدم برازيلي.
- 10 أغسطس – إدواردو كامبوس سياسي برازيلي.
- 27 أغسطس – باولو بيريرا لاعب كرة قدم برازيلي.
- 27 أغسطس – باولو سيلاس لاعب ومدرب كرة قدم برازيلي.
- 29 أغسطس – فلافيو كامبوس لاعب كرة قدم برازيلي.
- 31 أغسطس – كاسيو فريتاس دراج برازيلي.

### سبتمبر
- 3 سبتمبر – كارلوس سيمون
- 15 سبتمبر – فرناندا توريس ممثلة برازيلية.
- 17 سبتمبر – لويس كارلوس دي أوليفيرا بريتو لاعب كرة قدم برازيلي.
- 26 سبتمبر – مارسيلو فيريرا رُبّان برازيلي.
- 29 سبتمبر – بريكليس تشاموسكا لاعب كرة قدم برازيلي.

### أكتوبر
- 13 أكتوبر – لوسيانو دا روشا نيفيز لاعب كرة قدم برازيلي.
- 25 أكتوبر – فالدير بينديتو لاعب كرة قدم برازيلي.
- 27 أكتوبر – سيرجيو لوبيز مغني برازيلي.

### نوفمبر
- 19 نوفمبر – باولو إس. إل. إم. باريتو
- 30 نوفمبر – ألدايير لاعب كرة قدم برازيلي.

### ديسمبر
- 4 ديسمبر – لوما دي أوليفيرا ممثلة برازيلية.
- 14 ديسمبر – روجيريو بيريرا لاعب كرة قدم برازيلي.
- 20 ديسمبر – ماركو أنطونيو دي ألميدا فيريرا لاعب كرة قدم برازيلي.
- 21 ديسمبر – باولو خوليو كليمنت صحفي رياضي برازيلي.
- 26 ديسمبر – مازينيو أوليفيرا لاعب كرة قدم برازيلي.
- 27 ديسمبر – ماركو مايا سياسي برازيلي.
- 31 ديسمبر – فرناندا بورتو مغنية برازيلية.

## وفيات

### يناير
- 1 يناير – أوقستو دومينغو (مواليد 1887) ممثل برازيلي.

### فبراير
- 1 فبراير – كارمين جيورجي (مواليد 1910)

### أغسطس
- 30 أغسطس – بيندارو دي كارفاليو رودريغيز (مواليد 1892) لاعب كرة قدم برازيلي.

### سبتمبر
- 25 سبتمبر – داريو باربوسا (مواليد 1882) لاعب رماية برازيلي.